# Талинско кметство
Талинското кметство (на естонски: Tallinna raekoda) е административна сграда в Талин, столицата на Естония.
Разположена на централния градски площад, сградата е завършена през 1404 година в готически стил. Използва се за адиминистративни нужди на талинската община до 1970 година, а днес е главно туристическа забележителност, макар че общината продължава да я използва за отделни събития.